# Foliumzuurtekort
Een tekort aan foliumzuur (ook wel bekend als vitamine B9 of vitamine B11), is een te laag gehalte aan foliumzuur en derivaten in het lichaam.  Dit kan leiden tot megaloblastische bloedarmoede, waarbij er een tekort is aan hemoglobine. Dit hemoglobine tekort leidt tot te grote rode bloedcellen. De term voor deze aandoening is foliumzuurdeficiëntie-anemie . 
Tekenen van een foliumzuurtekort zijn vaak subtiel.  Symptomen kunnen zijn: vermoeidheid, hartkloppingen, kortademigheid, flauwvallen, open wonden op de tong, verlies van eetlust, veranderingen in huid- of haarkleur, prikkelbaarheid en gedragsveranderingen.   Er kan ook tijdelijke, maar omkeerbare onvruchtbaarheid optreden. 
Een foliumzuurtekort kan tijdens de zwangerschap leiden tot de geboorte van baby's met een laag geboortegewicht, te vroeg geboren baby's of baby's met neuralebuisdefecten . 